# 泉佐野收費站
泉佐野TB（泉佐野本線料金所，平假名：いずみさのほんせんりょうきんじょ）是位於大阪府泉佐野市的關西機場自動車道之收費站。此收費站也同時設置上之鄉IC。

## 連接道路
- 關西機場自動車道

## 歷史
- 1994年4月2日 - 關西機場自動車道全線開通，此收費站也同時啟用。

## 收費站設施
- 收費亭數目：6座
  - 上之鄉UC入口
    - 收費亭數目：2座
      - ETC/一般：1座
      - 一般：1座

  - 上之鄉IC出口
    - 收費亭數目：2座
      - ETC/一般：1座
      - 一般：1座

  - 關西機場方向
    - 收費亭數目：9座
      - ETC：4座
      - 一般：5座

  - 泉佐野JCT方向
    - 收費亭數目：4座
      - ETC：2座
      - 一般：2座

## 鄰近設施
關西機場自動車道
(18)泉佐野JCT - (1)上之鄉IC/泉佐野TB - (2)泉佐野IC

## 相關項目
- 日本交匯處一覽

## 外部連結
- 西日本高速道路株式會社 （页面存档备份，存于）（日語）